# Campoplex spurius
Campoplex spurius är en stekelart som beskrevs av Johann Ludwig Christian Gravenhorst 1829. Campoplex spurius ingår i släktet Campoplex och familjen brokparasitsteklar. Inga underarter finns listade.